# Цехомін (Лодзинське воєводство)
Цехомін (пол. Ciechomin) — село в Польщі, у гміні Александрув Пйотрковського повіту Лодзинського воєводства.
Населення — 229 осіб (2011).
У 1975-1998 роках село належало до Пйотрковського воєводства.

## Демографія
Демографічна структура станом на 31 березня 2011 року:
|          | Загалом | Допрацездатний вік | Працездатний вік | Постпрацездатний вік |
| -------- | ------- | ------------------ | ---------------- | -------------------- |
| Чоловіки | 109     | 24                 | 74               | 11                   |
| Жінки    | 120     | 23                 | 56               | 41                   |
| Разом    | 229     | 47                 | 130              | 52                   |